# Майсурадзе, Акакий Васильевич
Ака́кий (Никола́й) Васи́льевич Майсурадзе (20 апреля 1931 — 24 октября 2010, Днепропетровск) — советский футболист, тренер.
В 1952 году играл в чемпионате РСФСР за «Трактор» Ростов-на-Дону. Всю карьеру в командах мастеров провёл в клубе класса «Б» «Металлург» Днепропетровск в 1953—1958 годах. Полуфиналист Кубка СССР 1954.
В 1961—1975 годах тренировал команду «Энергия» Приднепровск.